# Torre Reforma

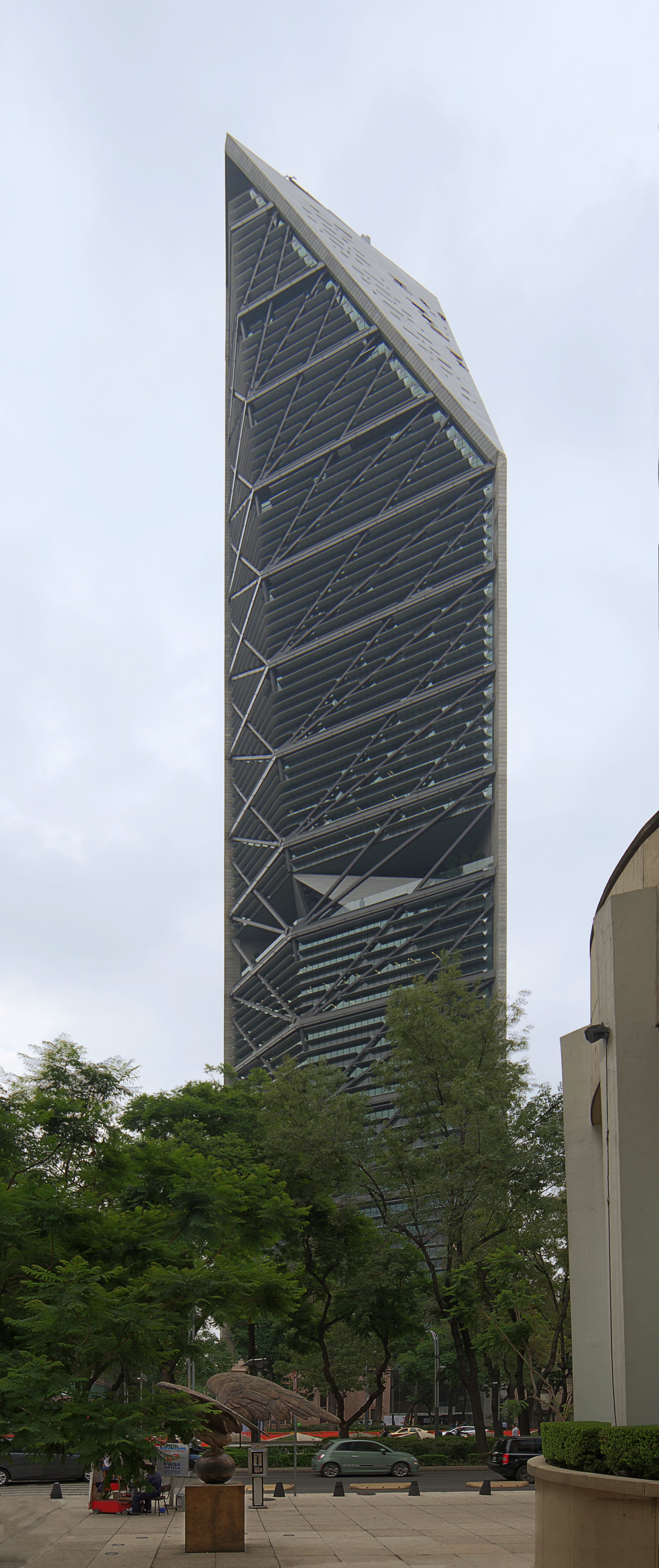
Der Torre Reforma

Der Torre Reforma ist ein im Jahr 2016 eröffneter Wolkenkratzer in der mexikanischen Hauptstadt Mexiko-Stadt. Mit einer Höhe von 246 Metern war er bis zur Fertigstellung des 280 Meter hohen Torre KOI im Jahr 2017 das höchste Gebäude in Mexiko. Der Wolkenkratzer wurde von LBR&A Arquitectos entworfen, der verantwortliche Architekt war Benjamin Romano. Die Bauzeit betrug acht Jahre.
Der Bau befindet sich an der Paseo de la Reforma, einer der bedeutendsten Boulevards der Stadt. In unmittelbarer Nachbarschaft steht der 226 Meter hohe Torre Mayor, zusammen bekamen sie den Spitznamen „Non-Twin-Towers“. Der Wolkenkratzer hat 57 Stockwerke, jeweils 14 Etagen verfügen dabei über einen eigenen vertikalen Binnenraum. Im 22. Stockwerk befindet sich ein Auditorium mit Blick auf die Stadt.
2018 erhielt das Bauwerk den Internationalen Hochhauspreis.

## Architektonische Merkmale
Der Bau hat einen dreieckigen Grundriss, zwei Fassaden bestehen komplett aus Beton. Das markante Tragwerkskonzept soll den Turm erdbebensicher machen.

## Verweise
- torrereforma.com, Netzauftritt zum Torre Reforma (spanisch)
- Eine neue Generation Hochhaus in Mexico City, auf Baunetz